# Hegau (Landschaftsschutzgebiet, Landkreis Tuttlingen)
Das Gebiet Hegau wurde vom Landratsamt Donaueschingen am 21. Mai 1952 durch Anordnung als Landschaftsschutzgebiet ausgewiesen. Es befindet sich auf dem Gebiet der Gemeinde Immendingen.

## Lage
Das etwa 2,7 km² große Schutzgebiet liegt südwestlich des Ortsteils Mauenheim und gehört zum Naturraum Hegaualb.

## Landschaftscharakter
Die Landschaft des Schutzgebiets wird vor allem durch Äcker und Wiesen geprägt. Im Gewann Franzengrund befindet sich eine Waldinsel. Im Süden des Schutzgebiets verläuft die Autobahn 81.

## Geschichte
Das Landschaftsschutzgebiet umfasste bei der Anordnung im Jahr 1952 lediglich Landschaftsteile auf der Gemarkung Stetten. 1963 wurde es um Teile der Gemarkung Mauenheim erweitert. Nach der Kreisreform im Jahr 1972 kam Stetten zum Landkreis Konstanz und die Stettener Teile des Landschaftsschutzgebiets wurden dem gleichnamigen Schutzgebiet des Landkreises Konstanz zugeschlagen. Das Schutzgebiet umfasst demnach nur noch die Flächen der Erweiterung von 1963.

## Zusammenhängende Schutzgebiete
Das Landschaftsschutzgebiet grenzt im Süden an das gleichnamige Landschaftsschutzgebiet im Landkreis Konstanz. Es liegt im Naturpark Obere Donau. Im Westen des Gebiets überschneidet es sich außerdem mit dem FFH-Gebiet Hegaualb.